# Zbraněves
Zbraněves je osada, část obce Zdechovice v okrese Pardubice. Nachází se asi 1 km na jihozápad od Zdechovic. V roce 2009 zde byly evidovány čtyři adresy. V roce 2001 zde trvale nežil žádný obyvatel
Zbraněves leží v katastrálním území Zdechovice o výměře 6,17 km2.